# Tuffi ai campionati europei di nuoto 2024 - Trampolino 1 metro maschile
La competizione del trampolino 1 metro maschile ai campionati europei di nuoto di Belgrado 2024 si è svolta il 20 giugno 2024, presso l'Istituto serbo per lo sport e la medicina sportiva di Belgrado, in Serbia.
Il turno preliminare si è svolto alle ore 10:00. La finale si è svolta alle 17:15.

## Risultati
In verde sono indicati i finalisti
| Class   | Tuffatore           | Nazione       | Preliminare | Preliminare       | Finale          | Finale          |   |        |   |
| ------- | ------------------- | ------------- | ----------- | ----------------- | --------------- | --------------- | - | ------ | - |
| Class   | Tuffatore           | Nazione       | Oro         | Andrzej Rzeszutek | Polonia         | 326.80          | 5 | 250.25 | 1 |
| Argento | Matteo Santoro      | Italia        | 373.05      | 1                 | 391.70          | 2               |   |        |   |
| Bronzo  | Stefano Belotti     | Italia        | 305.40      | 11                | 370.50          | 3               |   |        |   |
| 4       | Kacper Lesiak       | Polonia       | 353.80      | 3                 | 370.30          | 4               |   |        |   |
| 5       | Stanislav Oliferčyk | Ucraina       | 307.35      | 10                | 350.85          | 5               |   |        |   |
| 6       | Matthew Dixon       | Gran Bretagna | 359.40      | 2                 | 345.30          | 6               |   |        |   |
| 7       | Matej Nevešćanin    | Croazia       | 316.10      | 6                 | 329.10          | 7               |   |        |   |
| 8       | Bohdan Chyzhovskyi  | Ucraina       | 300.15      | 12                | 325.85          | 8               |   |        |   |
| 9       | Isak Børslien       | Norvegia      | 330.90      | 4                 | 324.45          | 9               |   |        |   |
| 10      | Martynas Lisauskas  | Lituania      | 314.70      | 7                 | 312.60          | 10              |   |        |   |
| 11      | Nikolaj Schaller    | Austria       | 309.15      | 9                 | 279.05          | 11              |   |        |   |
| 12      | Jonathan Schauer    | Germania      | 309.20      | 8                 | 264.15          | 12              |   |        |   |
| 13      | Marko Huljev        | Croazia       | 298.90      | 13                | Non qualificati | Non qualificati |   |        |   |
| 14      | Alexander Lube      | Germania      | 294.05      | 14                | Non qualificati | Non qualificati |   |        |   |
| 15      | Hugo Thomas         | Gran Bretagna | 285.55      | 15                | Non qualificati | Non qualificati |   |        |   |
| 16      | Elias Petersen      | Svezia        | 282.95      | 16                | Non qualificati | Non qualificati |   |        |   |
| 17      | Jonas Madsen        | Danimarca     | 270.25      | 17                | Non qualificati | Non qualificati |   |        |   |
| 18      | Alexandru Avasiloae | Romania       | 264.20      | 18                | Non qualificati | Non qualificati |   |        |   |
| 19      | Tornike Onikashvili | Georgia       | 260.50      | 19                | Non qualificati | Non qualificati |   |        |   |
| 20      | Dariush Lotfi       | Austria       | 254.90      | 20                | Non qualificati | Non qualificati |   |        |   |
| 21      | Juan Pablo Cortés   | Spagna        | 245.85      | 21                | Non qualificati | Non qualificati |   |        |   |
| 22      | Sebastian Konecki   | Lituania      | 244.15      | 22                | Non qualificati | Non qualificati |   |        |   |
| 23      | Theofilos Afthinos  | Grecia        | 235.95      | 23                | Non qualificati | Non qualificati |   |        |   |
| 24      | Irakli Sakandelidze | Georgia       | 222.15      | 24                | Non qualificati | Non qualificati |   |        |   |
| 25      | Nikola Paraušić     | Serbia        | 216.35      | 25                | Non qualificati | Non qualificati |   |        |   |